# Campionat d'Alemanya de trial
El Campionat d'Alemanya de trial, regulat per la federació alemanya de motociclisme, DMSB (Deutscher Motor Sport Bund), és la màxima competició de trial que es disputa a Alemanya.
Entre 1960 i 1970 es disputà en tres cilindrades diferents, passant a disputar-se'n en dues entre 1971 i 1974. Finalment, d'ençà de 1975 es disputa en una única cilindrada. Des de 1994 existeix també el Campionat d'Alemanya de trial indoor, i des del 2001 el Campionat d'Alemanya de trial femení.
A banda, entre 1967 i 1990 es disputà a la República Democràtica Alemanya el Campionat de la RDA de trial.

## Llista de guanyadors
A 10 de desembre de 2024
| Temporada | Campió                                                                     | Motocicleta                  |
| --------- | -------------------------------------------------------------------------- | ---------------------------- |
| 1960      | Lorenz Specht (100cc) Siegfried Gienger (200cc) Alfred Lehner (>200cc)     | Zündapp · DKW · Zündapp      |
| 1961      | Lorenz Specht (100cc) Günter Sengfelder (200cc) Hermann Bitzer (>200cc)    | Zündapp · Zündapp · NSU      |
| 1962      | Alfred Lehner (100cc) Günter Sengfelder (200cc) Gustav Franke (>200cc)     | Hercules · Zündapp · Zündapp |
| 1963      | Andreas Brandl (100cc) Günter Sengfelder (200cc) Gustav Franke (>200cc)    | Zündapp · Zündapp · Zündapp  |
| 1964      | Andreas Brandl (100cc) Günter Sengfelder (200cc) Gustav Franke (>200cc)    | Zündapp · Zündapp · Zündapp  |
| 1965      | Andreas Brandl (100cc) Günter Sengfelder (200cc) Gustav Franke (>200cc)    | Zündapp · Zündapp · Zündapp  |
| 1966      | Andreas Brandl (100cc) Günter Sengfelder (200cc) Gustav Franke (>200cc)    | Zündapp · Zündapp · Zündapp  |
| 1967      | Andreas Brandl (100cc) Fritz Brandl (200cc) Gustav Franke (>200cc)         | Zündapp · Zündapp · Zündapp  |
| 1968      | Joseph Wolfgruber (100cc) Günter Sengfelder (200cc) Gustav Franke (>200cc) | Zündapp · Zündapp · Zündapp  |
| 1969      | Joseph Wolfgruber (50cc) Fritz Brandl (175cc) Gustav Franke (>175cc)       | Zündapp · Zündapp · Zündapp  |
| 1970      | Reinhard Christel (50cc) Ludwig Terne (175cc) Felix Krahnstöver (>175cc)   | Zündapp · Zündapp · Zündapp  |
| 1971      | Wolfgang Butzner (50cc) Gustav Franke (>50cc)                              | Zündapp · Zündapp            |
| 1972      | Reinhard Christel (125cc) Joseph Wolfgruber (>125cc)                       | Zündapp · Zündapp            |
| 1973      | Reinhard Christel (125cc) Felix Krahnstöver (>125cc)                       | Zündapp · Montesa            |
| 1974      | Helmut Stanik (125cc) Felix Krahnstöver (>125cc)                           | Montesa · Montesa            |
| 1975      | Felix Krahnstöver                                                          | Montesa                      |
| 1976      | Felix Krahnstöver                                                          | Montesa                      |
| 1977      | Felix Krahnstöver                                                          | Montesa                      |
| 1978      | Felix Krahnstöver                                                          | KTM                          |
| 1979      | Felix Krahnstöver                                                          | Montesa                      |
| 1980      | Felix Krahnstöver                                                          | Montesa                      |
| 1981      | Felix Krahnstöver                                                          | Montesa                      |
| 1982      | Franz Haaf                                                                 | Fantic                       |
| 1983      | Thomas Bormet                                                              | Fantic                       |
| 1984      | Franz Haaf                                                                 | Yamaha                       |
| 1985      | Udo Lewandowski                                                            | Yamaha                       |
| 1986      | Udo Lewandowski                                                            | Yamaha                       |
| 1987      | Matthias Neukirchen                                                        | Fantic                       |
| 1988      | Marcus Kipp                                                                | Beta                         |
| 1989      | Horst Hoffmann                                                             | Fantic                       |
| 1990      | Horst Hoffmann                                                             | Fantic                       |
| 1991      | Horst Hoffmann                                                             | Fantic                       |
| 1992      | Horst Hoffmann                                                             | Fantic                       |
| 1993      | Jens Ter Jung                                                              | Fantic/Beta                  |
| 1994      | Jens Ter Jung                                                              | Beta                         |
| 1995      | Andreas Lettenbichler                                                      | Beta                         |
| 1996      | Andreas Lettenbichler                                                      | Beta                         |
| 1997      | Jens Ter Jung                                                              | Gas Gas                      |
| 1998      | Jens Ter Jung                                                              | Gas Gas                      |
| 1999      | Carsten Stranghöner                                                        | Montesa                      |
| 2000      | Carsten Stranghöner                                                        | Sherco                       |
| 2001      | Carsten Stranghöner                                                        | Sherco                       |
| 2002      | Andreas Lettenbichler                                                      | Gas Gas                      |
| 2003      | Carsten Stranghöner                                                        | Sherco                       |
| 2004      | Carsten Stranghöner                                                        | Sherco/Gas Gas               |
| 2005      | Carsten Stranghöner                                                        | Gas Gas                      |
| 2006      | Carsten Stranghöner                                                        | Gas Gas                      |
| 2007      | Carsten Stranghöner                                                        | Montesa                      |
| 2008      | Jochen Schäfer                                                             | Montesa                      |
| 2009      | Carsten Stranghöner                                                        | Montesa                      |
| 2010      | Jan Junklewitz                                                             | Sherco                       |
| 2011      | Carsten Stranghöner                                                        | Gas Gas                      |
| 2012      | Jan Junklewitz                                                             | Sherco                       |
| 2013      | Jan Junklewitz                                                             | Sherco                       |
| 2014      | Franz Kadlec                                                               | Beta                         |
| 2015      | Franz Kadlec                                                               | Beta                         |
| 2016      | Franz Kadlec                                                               | Gas Gas                      |
| 2017      | Franz Kadlec                                                               | Gas Gas                      |
| 2018      | Franz Kadlec                                                               | Gas Gas                      |
| 2019      | Franz Kadlec                                                               | TRRS                         |
| 2020      | No disputat                                                                | No disputat                  |
| 2021      | Franz Kadlec                                                               | TRRS                         |
| 2022      | Franz Kadlec                                                               | TRRS                         |
| 2023      | Franz Kadlec                                                               | TRRS                         |
| 2024      | Franz Kadlec                                                               | TRRS                         |

## Estadístiques

### Campions amb més de 3 títols
A 10 de desembre de 2024
| Pilot               | Títols |
| ------------------- | ------ |
| Felix Krahnstöver   | 10     |
| Carsten Stranghöner | 10     |
| Franz Kadlec        | 10     |
| Gustav Franke       | 9      |
| Günter Sengfelder   | 7      |
| Andreas Brandl      | 5      |
| Horst Hoffmann      | 4      |
| Jens Ter Jung       | 4      |